# Giuseppe Peroni
Giuseppe Peroni, född omkring 1626 i Rom, död 1663, var en italiensk skulptör, verksam några år i Sverige på 1650-talet.
Peroni studerade för Alessandro Algardi och tillhörde kretsen av romerska klassicister. Han tog starkt intryck av François Duquesnoys arbeten som han försökte efterlikna i sina egna skulpturer. I Rom finns ett antal välbevarade arbeten från hans hand medan de arbeten han utförde i Sverige är försvunna. Bland annat utförde han en byst av drottning Kristina.   